# غزل حلقي

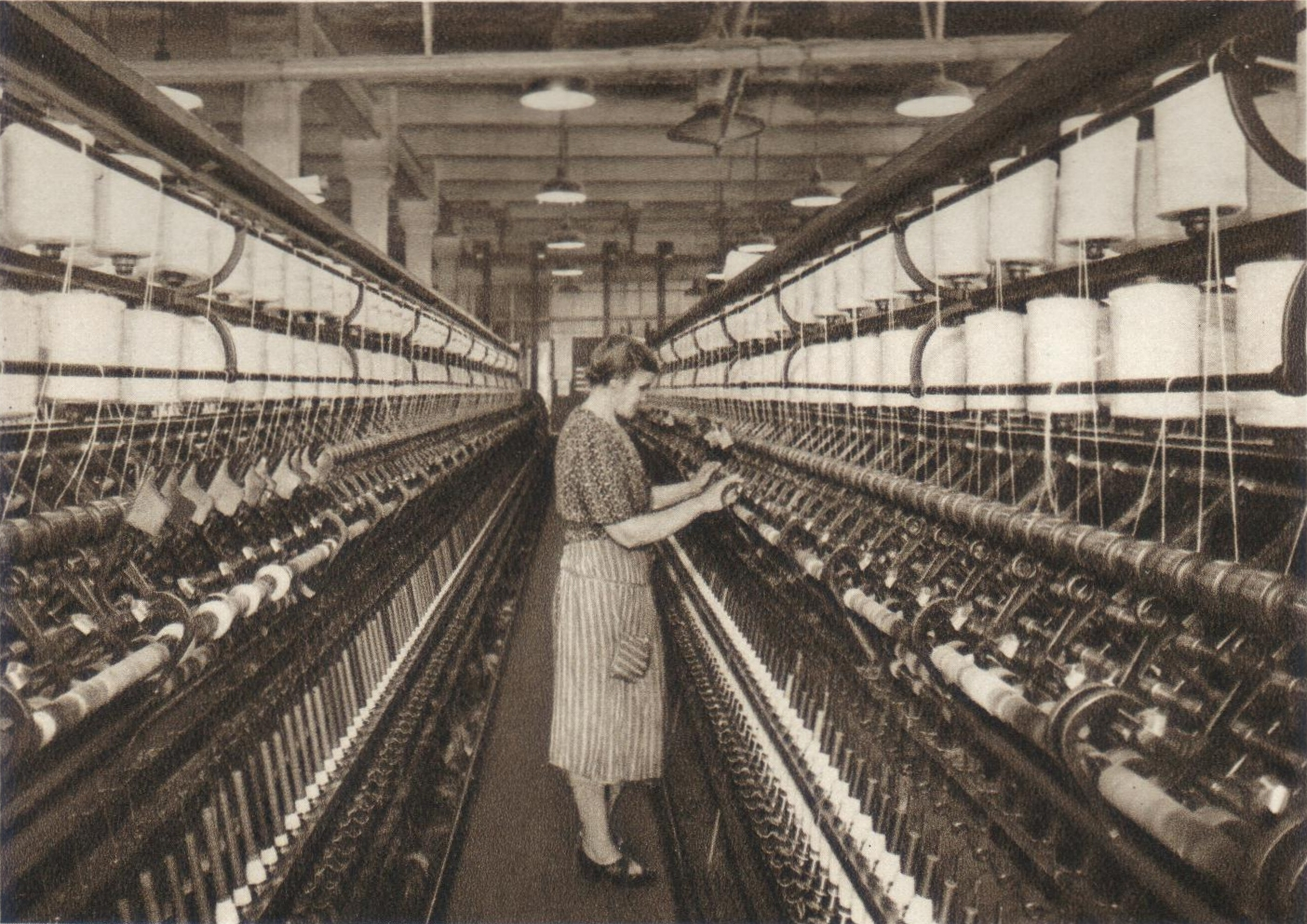
آلة غزل حلقي في العشرينات من القرن العشرين

الغزل الحلقي (بالإنجليزية: Ring Spinning)‏ هي طريقة من طرق غزل ألياف النسيج لتحويلها إلى خيوط. والغرض من عملية غزل الألياف سحب المبروم إلى درجة تمكننا لاحقًا من الحصول على نمرة الخيط المطلوبة ثم برم المسحوب لنحصل على الخيط النهائي ثم لف الخيط على مواسير ذات حجم مناسب.
إذن تقسم العمليات التي تجرى في مرحلة الغزل إلى ثلاث عمليات أساسية لتحويل الألياف من مبروم إلى خيط وهي:
- عملية السحب (بالإنجليزية: Drafting)‏
- عملية البرم التي تعمل على ضغط الألياف نحو بعضها البعض في اتجاه متعامد على محور الخيط المنتج، مما يكسبه متانةً عاليةً تعتمد على عدد البرمات المعطاة للخيط.
- عملية لف الخيط الناتج (بالإنجليزية: Winding)‏ أو "التدوير"، وغالبًا ما يكون وزن العبوة الناتجة (الماسورة) عن الغزل الحلقي 40-150 غرام. وترطب مواسير الغزل الناتجة وترسل إلى قسم التدوير للحصول على عبوات كبيرة حتى 4 كغ وخالية تقريباً من عيوب الغزل.

والغزل الحلقي يعتبر من أفضل أنظمة الغزل من حيث امكانية انتاج مجال واسع من النمر  ومناسب لمعظم أنواع الشعيرات بالإضافة الى أن مواصفات الخيط الناتج جيدة من حيث قوة الشد ويتمتع بميزات جمالية من ملمس الخيط ونعومته مقارنة مع الغزل التوبيني.

## أجزاء آلة الغزل الحلقي

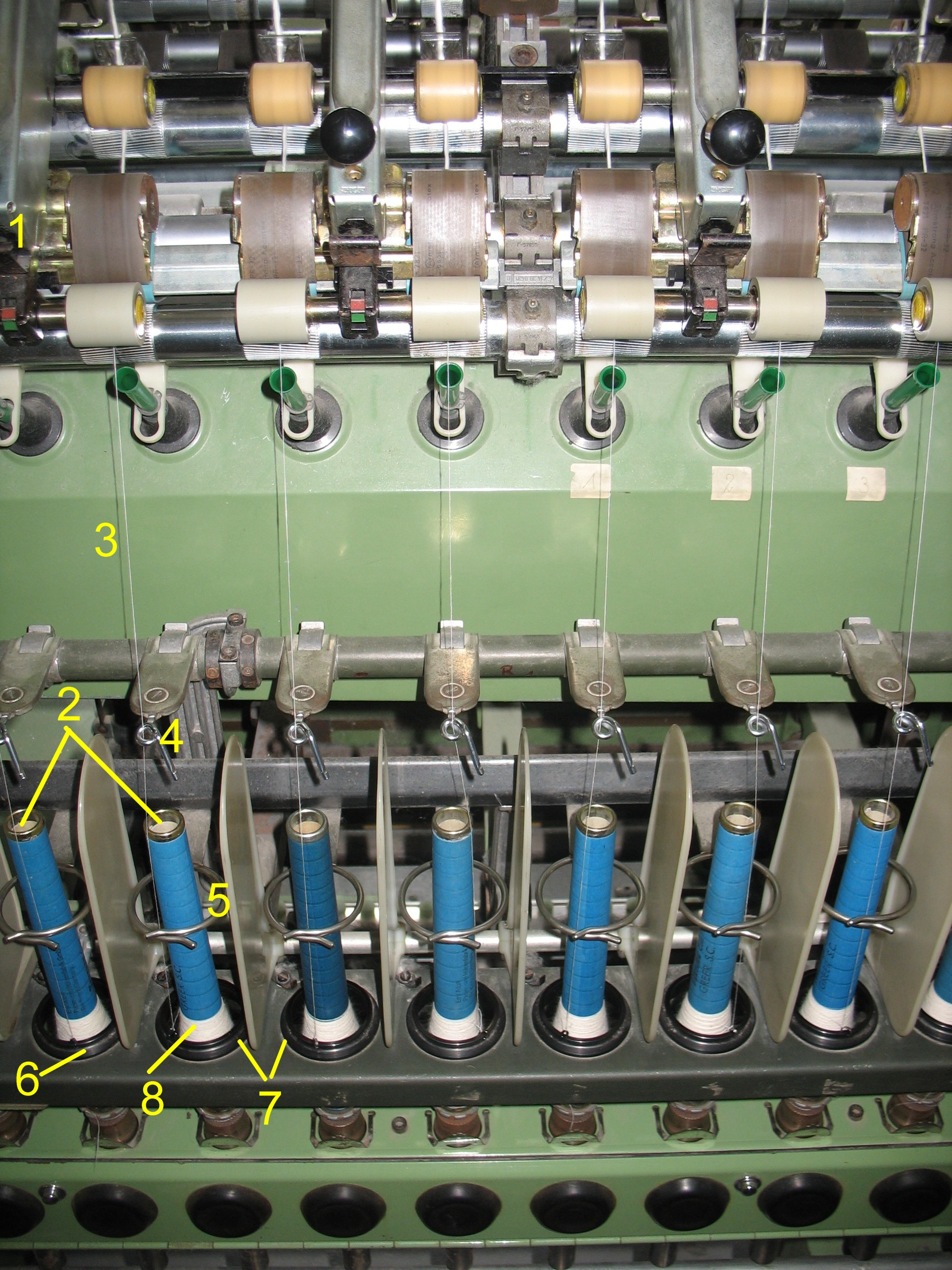
آلة غزل حلقي حديثة
1 أسطوانات السحب، 2 المغزل، 3 المبروم، 4 دليل الخيط، 5 كاسر البالون، 6 الزرد، 7 الحلق، 8 الخيط على الماسورة

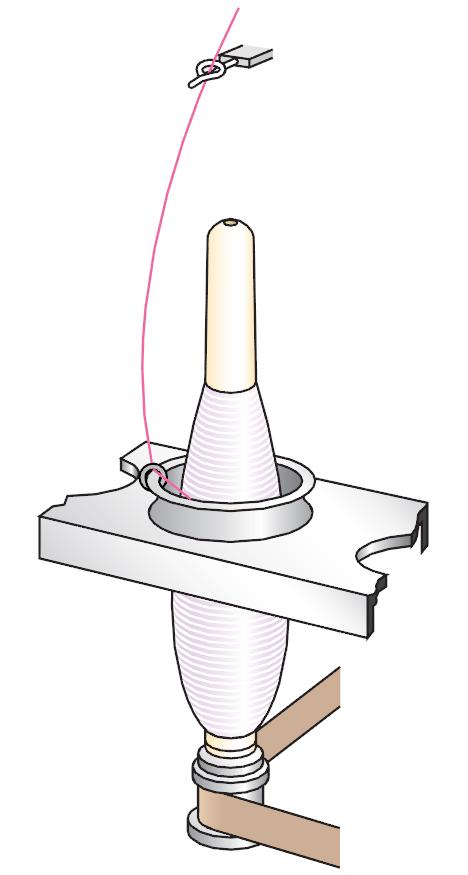
رسم توضيحي يمثل طريق الخيط المار أولا عبر دليل الخيط ثم الزردة التي تدور على حلقة الغزل ليلتف الخيط بعدها على المغزل

تتكون آلة الغزل الحلقي من الأجزاء التالية:
1. حامل المبروم (بالإنجليزية: Creel)‏: يحمل عبوات المبروم في الجزء العلوي الأوسط من آلة الغزل، ويسمح بحركتها حول محورها بسلاسة ويُسر وبدون إعاقة لتجنب حدوث سحب كاذب أو تقطعات للمبروم.
2. جهاز السحب (بالإنجليزية: Drafting System)‏: هو أهم جزء في الآلة لتأثيره في انتظامية الغزل الناتج. وتتفاوت نسبة السحب وفقًا لنوع الخيوط المنتجة من 35 للخيوط المسرحة إلى 50 لخيوط الألياف الاصطناعية. وتتكون أجهزة السحب المستخدمة على نحو شائع في غزل القطن من ثلاثة أزواج من الأسطوانات السفلية والعلوية وغطاء من المطاط يمر على الأسطوانة السفلية الوسطى، وعلى دليل ثابت.
  1. الأسطوانات العلوية (بالإنجليزية: Top rollers)‏: تتركب الأسطوانات العلوية من أسطوانة من الصلب مركب عليها قطعتان اسطوانيتان من المطاط تدوران مع الأسطوانة المعدنية السفلية بواسطة ضغط المكبس. وتتفاوت درجة قساوة مطاط هذه الأسطوانات من 65 قساوة شور [الإنجليزية] كقساوة منخفضة لتشغيل الخيوط الرفيعة والمتوسطة وخيوط التريكو، إلى 85 قساوة شور لتشغيل الألياف الاصطناعية إلى أكبر من 90 شور للأسطوانات عالية القساوة.
  2. الأسطوانات السفلية (بالإنجليزية: Bottom Rollers)‏: تتكون من أسطوانات ممتدة على طول آلة الغزل مصنعة من الصلب المقسى ويتراوح قطرها بين 25-35 مم، ويوجد على سطح الأسطوانات الأمامية والخلفية مجارٍ طولية لمسك الألياف في حين يُخشن سطح الأسطوانة الوسطى السفلية لتمكين السير المطاطي من الحركة بمرونة وانتظام.
3. المغازل (بالإنجليزية: Spindles)‏: تعد المغازل من الأجزاء الرئيسية في آلة الغزل اللازمة لإعطاء البرمات المطلوبة للخيط عن طريق تحريك الزردة المركبة على حافة الحلقة، وأيضاً للف الخيط على ماسورة الغزل المثبتة عليه. ويتركب المغزل من جزئين، أحدهما علوي لتركيب ماسورة الغزل عليه والتي تدور مع المغزل، وجالآخر سفلي يدور داخل حاضن المغزل وتثبت في جائز حامل للمغزل بآلة الغزل. تدور المغازل بواسطة شريط إدارة المغزل عن طريق بكرة مثبتة بالجزء العلوي من المغازل أو بواسطة سير مماسي لإدارة مجموعة المغازل على إحدى جانبي آلة الغزل. ويمكن أن تصل سرعة دوران المغزل إلى 28000 دورة في الدقيقة، ولكن سرعة الزردة القصوى في الوقت الحالي محدودة بـ 40 متر/ثانية.
4. حلق الغزل (بالإنجليزية: Spinning Rings)‏: هي حلقة مستديرة مثبتة بعربة الحلق وهي ذات مقطع محدد مثل حرف T ذو جانب واحد أو جانبين، ويوجد حلق ذو مقطع مائل. وتكون الحلق بأقطار متعددة في حالة غزل القطن وهي 36، 38، 40، 42، 45، 48، 50 مم. ووظيفة الحلقة والزردة عمل البرمات في الخيط على ماسورة الغزل.
5. دليل الخيط (بالإنجليزية: Yarn Guide)‏
6. كاسر البالون (بالإنجليزية: Balloon Control)‏: يقلل من زيادة قطر البالون فيقلل من احتمالات زيادة الشد الواقع على الخيط أثناء بناء ماسورة الغزل.
7. حاجز البالون (بالإنجليزية: Balloon Separator)‏: يركب على طاولة المغازل ويعمل كفواصل بين المغازل لمنع تداخل البالونات من المغازل المجاورة مما يسمح بزيادة ارتفاع البالون وسرعة المغزل.
8. أسطوانات النظافة (بالإنجليزية: Cleaners)‏: هي أسطوانة مغطاة بقطعة من قماش خاص لجذب الشعيرات المتراكمة على الأسطوانات العلوية وعلى جهاز السحب أثناء عملية الغزل، وتوجد بين كل مكبسين وتلامس أسطح الأسطوانات العلوية والسفلية وتدور معها وتلتقط أي شعيرات أو زغبار عالقة بالأسطوانات. تنظف هذه الأسطوانات دورياً في كل وردية.
9. نظام الشفاط (بالإنجليزية: Suction device)‏: هي قناة ممتدة على طول الآلة أمام كل أسطوانة مطاطية ولها فوهة توضع أمام مكان خروج الخيط من جهاز السحب، وتقوم بشفط الألياف بمجرد حدوث انقطاع في الخيط وإلا فإن الخيط المنقطع قد يلتف على الأسطوانات ويحدث أضرارًا في الأسطوانة المعدنية أو عيوبًا في الخيوط.
10. الزرد (بالإنجليزية: Travellers)‏ هي حلقة مفتوحة من السلك الصلب على شكل حرف (C) في بعض الأنواع، وبعضها ذو شكل بيضوي ويتوقف شكل الزردة المستخدمة على شكل حافة حلقة الغزل المستخدمة، وتعتبر الزردة مسؤولة عن إعطاء البرمات للخيط، ولف الخيط الخارج من الأسطوانة الأمامية لجهاز السحب على ماسورة الغزل، وذلك نتيجةً لفرق السرعة بين الزردة والمغزل.
11. جهاز بناء الماسورة (بالإنجليزية: Cop Build-Up)‏